# Countdown auf der Todesbrücke
Countdown auf der Todesbrücke ist die erste Folge bzw. der Pilotfilm der Actionserie Alarm für Cobra 11 – Einsatz für Team 2, einem Spin-off von Alarm für Cobra 11 – Die Autobahnpolizei. Die Erstausstrahlung fand am 17. April 2003 bei RTL statt.

## Handlung
Die Brüder Carlo „Kalle“ Ludowski und Walter Ludowski planen, eine Bombe auf einem Rastplatz zur Detonation zu bringen. Walter wird allerdings in eine Massenkarambolage auf der Autobahn verwickelt, sodass er die bereits scharfe Bombe im eingeklemmten Wagen zurücklassen muss. Als Walter seinem Bruder Kalle per Telefon davon berichtet, lässt Kalle die Bombe per Fernzündung hochgehen. Bei der Explosion werden die beiden herbeigeeilten Cobra-11-Kommissare, Kriminalhauptkommissar Semir Gerkhan und Kriminalhauptkommissar Tom Kranich, verletzt und sind dienstunfähig. Drei Menschen werden getötet. In die Massenkarambolage sind auch Kriminalhauptkommissar Frank Traber und Kriminalkommissarin Susanna von Landitz verwickelt, welche beide ihren ersten Arbeitstag bei der Autobahnpolizei haben. Sie übernehmen die Ermittlungsarbeit für ihre beiden verletzten Kollegen.
Kalle Ludowski ruft die Dienststellenleiterin Anna Engelhardt an und fordert 3 Millionen Euro, ansonsten würden weitere Bomben gezündet. In Wahrheit bereiten die Brüder bereits den nächsten Anschlag vor. Kalle kauft diverses Sprengstoffzubehör und erzählt dabei dem Verkäufer seinen Plan. Er will zuerst eine Autobahn und danach eine Autobahnbrücke in die Luft jagen. Sein Bruder Walter glaubt, dass er alles nur wegen des Geldes tut. Kalle will sich aber an seinem Bruder rächen, weil bei einem schiefgelaufenen Geldtransporterüberfall mit zwei toten Wachmännern Kalle die Gesamtschuld auf sich genommen hat. Während sein Bruder 14 Jahre lang im Gefängnis saß, hat Walter nun eine Frau und eine Tochter. Obwohl Walter nur den Geldtransport aufgesprengt hat, glaubt Kalle, dass sein Bruder dieses Glück nicht verdient hat. Er will ihn leiden sehen. Deshalb gibt Kalle nun Walter die Schuld an den drei Toten auf der Autobahn und versucht so, ihm psychisch zu schaden.
Die beiden Brüder platzieren eine Bombe in einem Krötentunnel unter der Autobahn. Walter will seine Tochter abholen und verlässt deshalb früher die Stelle mit der Bombe. Als zufällig ein Mann in seinem Jeep vorbeikommt und die Bombe entdeckt, verhindert Kalle, dass dieser die Polizei ruft, indem er den Mann zuerst anschießt und ihn danach so lange verfolgt, bis er mit seinem Jeep in einen Steinbruch stürzt. Der Geldkoffer wird bei der Geldübergabe von einem Motorradfahrer abgeholt. Dieser fährt über den zuvor von den Brüdern präparierten Krötentunnel. Nun zündet Kalle die Bombe, wodurch sich die Verfolger Traber und von Landitz mit ihrem Wagen überschlagen und der Motorradkurier entkommen kann. Dieser wird von Kalle auf dem Parkplatz erschossen, nachdem er den Geldkoffer übergeben hat. Er präpariert den Geldkoffer mit einer zusätzlichen Farbbombe, sodass Walter beim Öffnen des Koffers glaubt, die Polizei habe die beiden hereingelegt. Unterdessen finden Traber und von Landitz den abgestürzten Jeep mit dem toten Zeugen. Die Brüder erhöhen ihre Geldforderung aufgrund der Farbbombe auf 6 Millionen Euro. Beide platzieren Bomben an den Pfeilern einer Autobahnbrücke.
Die Kommissare finden heraus, wer den Brüdern den Sprengstoff verkauft hat. Der Verkäufer wurde allerdings bereits von Kalle erschossen. Dieser hat die Leiche mit einer Bombe präpariert, die explodiert, als von Landitz die Leiche untersuchen will. Die Kommissare werden aber nur leicht verletzt. Währenddessen hat Kalle einen Schulausflug für Walters Tochter Stefanie organisiert, der auf einer Autobahnbrückenbaustelle stattfindet. Walters Frau Elke nimmt an diesem Ausflug als Betreuerin teil. Kalle erwähnt beim Vereinbaren einer erneuten Geldübergabe, dass er ansonsten die sich im Bau befindliche Salmtalbrücke sprengen will. Traber und von Landitz sind trotz einer sehr kurzen Frist rechtzeitig vor der Zündung auf der Brücke. Landitz schafft es, die Kinder zurück in den Bus zu schaffen, bevor die Bomben explodieren. Aufgrund der Explosion verliert der Busfahrer jedoch die Kontrolle und bleibt auf dem Brückenrand hängen, sodass Landitz die Kinder aus dem Bus retten muss, bevor dieser in die Tiefe stürzt. Sie können von der Brücke flüchten. Traber und der Bauleiter sowie Stefanie und Elke Ludowski sitzen allerdings auf der Brücke fest, da sowohl vor als auch hinter ihnen ein Loch in die Brücke gesprengt wurde.
Die Brüder vereinbaren eine dritte Geldübergabe, nun fordern sie 12 Millionen Euro. Als sich ein Hubschrauber der Brücke nähert, der die eingeschlossenen Personen abholen soll, sprengt Kalle gegen den Willen seines Bruders ein weiteres Brückenteil, sodass der Hubschrauber explodiert und abstürzt. Als das SEK versucht, die Sprengladungen an den Füßen der Pfeiler zu entschärfen, explodiert einer dieser Sprengsätze und tötet zwei SEK-Beamte. Daraufhin geben die Festsitzenden den Plan auf, mittels eines Wartungstunnels nach unten zu gelangen. Von Landitz findet das Versteck der Entführer, diese sind aber bereits geflohen und haben stattdessen eine Kamera zur Überwachung installiert. Von Landitz erhält ein Fax aus dem Gefängnis, durch das sie auf Carlo Ludowski als Erpresser schließen kann. Sie findet heraus, dass auch sein Bruder Walter in die Erpressung involviert ist, und erzählt ihm bei der Geldübergabe, dass seine Frau und seine Tochter auf der Brücke sind. Walter gibt auf und fleht von Landitz an, sie zu retten, während Kalle mit dem Geld davonfährt.
Weil die Polizei die Videoübertragung unterbricht, kann Kalle nun die geplante Brückensprengung nicht mehr beobachten und fährt deshalb wieder zur Brücke. Er verkleidet sich als SEK-Beamter und bemerkt, dass von Landitz mit seinem Bruder zusammen zur Brücke gefahren kommt. Er sprengt deshalb ein weiteres Brückenteil. Traber lässt die anderen drei festsitzenden Personen in seinen Dienstwagen steigen und baut eine Rampe auf einer Gasflasche auf. Als das Auto über die Rampe fährt, bringt Traber die Gasflasche mittels eines Schusses zur Explosion. Die Druckwelle lässt das Auto über das Loch in der Brücke springen, sodass die drei Personen in Sicherheit sind. Von Landitz wiederum springt mit einem Pick-up-Truck, auf dessen Ladefläche sich eine Seilwinde befindet, auf Trabers Brückenteil. Sie macht das Seil an der Brücke fest und springt zusammen mit Traber im Pick-up hinunter. Er bleibt kurz über dem Boden hängen und beide können abspringen, bevor das Seil reißt und der Pick-up abstürzt. Unten wartet allerdings schon Kalle auf sie. Sie können ihn überwältigen, aber Walter kommt mit einer Waffe, um seinen Bruder zu erschießen. Als von Landitz ihm versichert, dass die Bombe bei der Massenkarambolage per Fernzünder gezündet wurde und er keine Menschen getötet hat, gibt er auf. Kalle zündet eine weitere Sprengladung, sodass er von herunterfallenden Brückenteilen erschlagen wird. Am Ende besuchen Traber und von Landitz ihre Cobra-11-Kollegen im Krankenhaus.

## Auszeichnungen
Der Pilotfilm gewann im Jahr 2004 den Taurus Award für den besten Stunt in einem ausländischen Film.

## Kritik
- Quotenmeter: „So erhielt der Klassiker «Alarm für Cobra 11 – Die Autobahnpolizei» einen offiziellen Ableger. Das Konzept blieb auch in der neuen Serie nahezu unverändert. Wieder ermittelten Polizisten der Autobahnpolizei auch jenseits der Schnellstraßen. Wieder flogen Autos, Menschen und Feuerschwarten durch die Luft. Und wieder bestanden die Drehbücher nur aus losen Verbindungsstücken zwischen den Actionszenen. Neu war lediglich die Besetzung der Polizisten, denn mit der Figur Susanna von Landitz saß erstmals eine Frau hinter dem Steuer eines Einsatzwagens. Deswegen musste sogar der Text im Vorspann geändert werden. […] An der Seite der studierten Kommissarin kämpfte der „draufgängerische Streetcop“ Frank Traber gegen die bekannten Autoschieber, Mörder und Erpresser. Klar, dass zwischen dem ungleichen Paar die Chemie anfangs überhaupt nicht stimmte und auch der unterschiedliche Bildungsstand ein beliebtes Thema war, das die Autoren immer wieder aufgriffen.“[2]

## Quoten
Mit erreichten Quoten von 5,46 Mio. Gesamtzuschauern (19,5 %) bzw. 3,2 Mio. Zuschauern bei den 14- bis 49-Jährigen (27,9 %) schnitt der Pilotfilm nur unwesentlich schlechter ab als die eine Woche zuvor gelaufene Folge der Originalserie.

## Trivia
- Für den Absturz des Zeugen mit seinem Jeep im Steinbruch wurde Filmmaterial aus der Folge 82 (Schwarze Schafe) wiederverwendet. Dies kommt daher, dass die erste Staffel des Spin-offs gleichzeitig mit der sechsten Produktionsstaffel der Originalserie (Sendefolgen 81 bis 97) produziert wurde. Auch kamen einige Fahrzeuge aus der Massenkarambolage zu Beginn in anderen Folgen der Originalserie vor.
- Die Autobahnbrücke existierte wirklich und musste aufgrund des schlechten Zustandes durch einen Neubau ersetzt werden. Die alte Brücke wurde nach der Errichtung des Neubaus gesprengt und das Bildmaterial der Sprengung für den Film verwendet.